# Periglandula
Genre
Periglandula est un genre de champignons de la famille des Clavicipitacées. Il vit en épiphyte sur la surface supérieure de certaines espèces de Convolvulacées. Les champignons de ce genre produisent des alcaloïdes de l'ergot qui se retrouvent dans la plante associée et ils se transmettent par les semences.

## Espèces
Periglandula ipomoeae (sur Ipomoea) et
Periglandula turbinae (sur Turbina).